# Prêmio ABRA de Roteiro
O Prêmio ABRA de Roteiro é uma cerimônia de premiação anual da Associação Brasileira de Autores Roteiristas, fundado em São Paulo em 2016 pelos membros da associação, que presenteia anualmente os profissionais que se dedicam na escrita de história para a indústria cinematográfica e televisiva do Brasil.

## Premiação
O Prêmio ABRA foi idealizado pela ABRA (Associação Brasileira de Autores Roteiristas) com a finalidade de exaltar o trabalho dos autores e roteiristas brasileiros na produção cinematográfica e televisiva e ressaltar também a importância do roteiro na cadeia de produção de uma obra audiovisual.

## Cerimônia
A cerimônia costuma ocorrer com os membros da associação e os indicados nas categorias em uma noite de homenagens. Entre 2020 e 2021, a cerimônia ocorreu remotamente via transmissão ao vivo pela internet devido a pandemia de COVID-19. Na edição de 2022, a cerimônia voltou a ser realizada de forma presencial mas em formato híbrido, mantendo algumas atividades online. A edição ocorrera na Cinemateca Brasileira em São Paulo.

## Categorias
| Categoria                                                  | Descrição                                                                                           |
| ---------------------------------------------------------- | --------------------------------------------------------------------------------------------------- |
| Melhor Roteiro Original de Filme de Ficção                 | longas e médias-metragens com roteiros originais, exceto as comédias e os infantis/infanto-juvenis. |
| Melhor Roteiro Adaptado de Filme de Ficção                 | longas e médias-metragens com roteiros adaptados, exceto as comédias e os infantis/infanto-juvenis. |
| Melhor Roteiro de Documentário                             | longas e médias-metragens documentais                                                               |
| Melhor Roteiro de Filme de Comédia \| Prêmio Paulo Gustavo | longas e médias-metragens com roteiros originais e adaptados de comédia                             |
| Melhor Roteiro de obra Infantil / Infanto-juvenil          | obras audiovisuais de quaisquer gêneros e formatos para o público infantil ou infanto-juvenil       |
| Melhor Roteiro de Curta-Metragem                           | obras audiovisuais com duração de curta-metragem, seja ficcional ou documentário                    |
| Melhor Roteiro de Série de Ficção – Drama                  | obras audiovisuais de televisão ou streaming em formato de série do gênero drama                    |
| Melhor Roteiro de Série de Ficção – Comédia                | obras audiovisuais de televisão ou streaming em formato de série do gênero comédia                  |
| Melhor Roteiro de Série de Reality ou Variedades           | obras audiovisuais em formato de game show ou programas variados                                    |
| Melhor Roteiro de Série Documental                         | obras documentais em formato de série                                                               |
| Melhor Roteiro de Telenovela                               | obras audiovisuais do gênero telenovela                                                             |

Além das categorias acima mencionada, a premiação conta também com premiações especiais:
- Roteirista do Ano | Prêmio Paradiso
- Prêmio Parceria
- Roteirista Homenageada(o)
- Prêmio Abraço - Excelência em Roteiro
- Prêmio da Crítica[5]

## Edições
- Prêmio ABRA de Roteiro 2022
- Prêmio ABRA de Roteiro 2021
- Prêmio ABRA de Roteiro 2020
- Prêmio ABRA de Roteiro 2019
- Prêmio ABRA de Roteiro 2018
- Prêmio ABRA de Roteiro 2017